# 京街 (雪梨紐鎮)

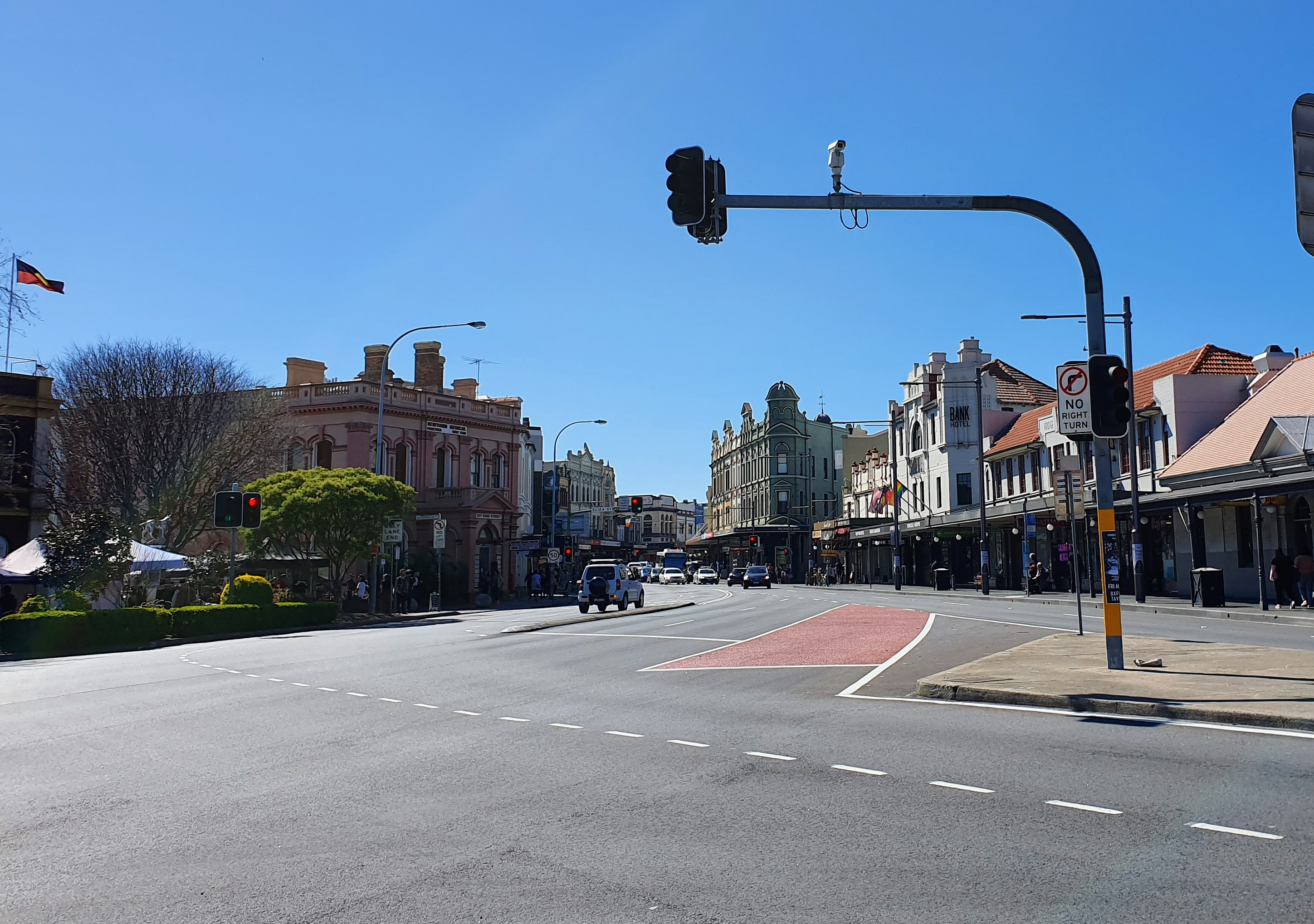
紐鎮京街與烟摩道交叉點

京街，又譯傾街、輕街，是澳洲新南威爾斯州雪梨紐鎮的中央大道，由摩道分為南北兩段，為太子公路的一部分。
北京街（North King Street）從城市道處的雪梨大學延伸至烟摩道處的紐鎮火車站。南京街（South King Street）從紐鎮火車站延伸至星披打火車站。

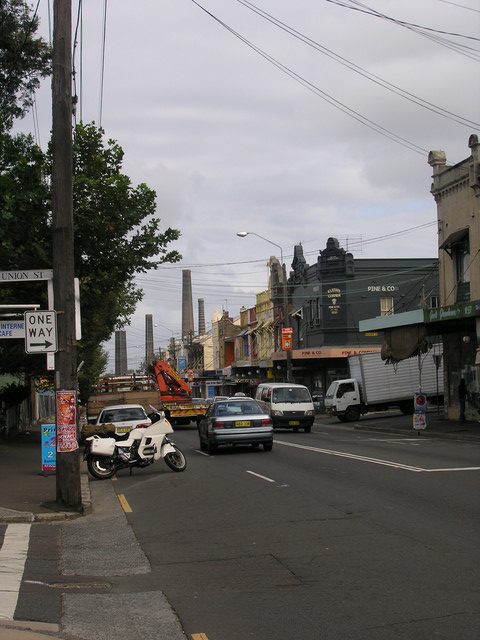
紐鎮京街南端

沿街地區居民中藝術工作者、學生及LGBT人士較其他地方多。

## 備註
1. ↑  「輕」陽山音/kʰiŋ⁵²/